# Вікторія Секвілл-Вест, баронеса Секвілл
Вікторія Жозефа Долорес Каталіна Секвілл-Вест, баронеса Секвілл (англ. Victoria Josefa Dolores Catalina Sackville-West, Baroness Sackville; 23 вересня 1862 — 30 січня 1936) — дружина свого двоюрідного брата Ліонела Едварда Секвілл-Веста, 3-го барона Секвілла і матір'ю письменниці, поетеси і садівниці Віти Секвілл-Вест. Сім'я жила переважно у Ноул-хаус, маєтку, що належав їй протягом багатьох століть. Вікторія була в основному в тіні барвистого і суперечливого життя її доньки.
Вона була побічною дочкою англійського дипломата Ліонела Секвілл-Веста, 2-го барона Секвілла та іспанської танцівниці Жозефи де-ла-Оліви (уродженої Дюран-і-Ортега). Леді Секвілл була близьким другом скульптора Оґюста Родена; її бюст експонується в [Архівовано 5 березня 2016 у Wayback Machine.] Музеї Родена.
Завдяки дружбі із Джоном Мюрреєм-Скоттом, який працював секретарем сера Річарда Воллеса, одного із засновників Зібрання Воллеса, і став найближчим другом і радником його вдови в її останні роки, баронеса Секвілл отримала у спадщину частину творів мистецтва, що колись належали родині маркізів Гертфордських. Вона швидко продала колекцію арт-дилеру Жаку Селігману. Останній розпорошив її в наступні роки; твори мистецтва з цього «другого Зібрання Воллеса» тепер можна знайти в музеях і приватних колекціях Америки та Європи.